# Thelcticopis biroi
Thelcticopis biroi là một loài nhện trong họ Sparassidae.
Loài này thuộc chi Thelcticopis. Thelcticopis biroi được Gábor von Kolosváry miêu tả năm 1934.